# Dennis Wilson
Dennis Wilson (jako Dennis Carl Wilson; 4. prosince 1944 – 28. prosince 1983) byl americký rockový hudebník, nejvíce známý jako zakládající člen a bubeník skupiny The Beach Boys, ve které hráli i jeho dva bratři Brian a Carl.